# Liste der Kreisstraßen in Amberg
Die Liste der Kreisstraßen in Amberg ist eine Auflistung der Kreisstraßen in der bayerischen  Stadt Amberg mit deren Verlauf. 

## Abkürzungen
- AM: Kreisstraße in der kreisfreien Stadt Amberg
- AS: Kreisstraße im Landkreis Amberg-Sulzbach
- St: Staatsstraße in Bayern

## Liste
Nicht vorhandene bzw. nicht nachgewiesene Kreisstraßen werden in Kursivdruck gekennzeichnet, ebenso Straßen und Straßenabschnitte, die unabhängig vom Grund (Herabstufung zu einer Gemeindestraße oder Höherstufung) keine Kreisstraßen mehr sind.
Der Straßenverlauf wird in der Regel von Nord nach Süd und von West nach Ost angegeben.
| Nr. AM | Verlauf |
| ------ | --- |
| AM 1   | (AS 1 im Landkreis Amberg-Sulzbach) – Stadtgrenze – Fuchssteiner Straße – Speckmannshofer Straße – – Katharinenfriedhofstraße |
| AM 2   | – Wingershofer Straße – Köferinger Straße – Stadtgrenze – (AS 21 im Landkreis Amberg-Sulzbach)                                |
| AM 4   | (AS 4 im Landkreis Amberg-Sulzbach) – Stadtgrenze – Gerberstraße – AS 15 – Gerberstraße                                       |
| AM 13  | St 2040 – Kokereistraße – Neumühler Straße –                                                                                  |
| AM 15  | AS 4 – Leonhardweg – Stadtgrenze – (AS 15 im Landkreis Amberg-Sulzbach)                                                       |
| AM 30  | (AS 30 im Landkreis Amberg-Sulzbach) – Stadtgrenze – Leopoldstraße – St 2399 – Leopoldstraße – St 2040 – Leopoldstraße –      |